# Oreneta dels turons
L'oreneta dels turons (Hirundo domicola) és una espècie d'ocell de la família dels hirundínids (Hirundinidae). Es reprodueix al sud de l'Índia i Sri Lanka. És resident a part d'alguns moviments estacionals locals. Aquest ocell s'associa a les costes, però s'estén cada cop més a les terres altes boscoses. El seu estat de conservació es considera vulnerable.
Anteriorment era considerada una subespècie de l'oreneta de Tahití (Rasmussen & Anderton 2005; BLI).